# とまチョップ
とまチョップは、北海道苫小牧市のマスコットキャラクターである。

## 概要
白鳥をモチーフとしており、花菖蒲の尻尾、ハスカップの首飾り、北寄貝の帽子をかぶり、観光大使としても活躍中。ラムサール条約登録のウトナイ湖出身なのに泳げないが、スケートは乗りこなす。

## プロフィール
- 名前：とまチョップ

名前の由来は、とまこまいの「とま」、ハクチョウの「チョ」、ハナショウブの「ョ」、ホッキ貝の「ッ」、ハスカップの「ップ」の組み合わせから付けられている。
- 生誕地：苫小牧市ウトナイ湖周辺
- 本籍：苫小牧市字ウトナイ湖053番地[1]
- 住所：苫小牧市まちなかのイベント会場[1]
- 性別：不明
- 身長・体重：ひみつ[2]
- 誕生日：8月22日（苫小牧市の徽章制定日と同じ）
- 趣味：スケート、旅行
- 特技：チョップ
- 好きな食べ物：ホッキライスバーガー
- 苦手なもの：共食い[3]
- 将来の夢：苫小牧市長になること
- 公式ソング：みんなのとまチョップ

## 沿革
苫小牧市立緑陵中学校の1年生の総合的な学習の時間「模擬市長選マニフェストづくり」において、「"ハッスーとトマちゃん"という市のキャラクターをつくり、苫小牧市を活性化させる」というアイデアが出された。このアイデアが市長の岩倉博文の目にとまり、第24回苫小牧市子ども会議（2012年）においてキャラクター再構想、「とまチョップ」というネーミングがされ、苫小牧市民の投票を経て市の公式キャラクターとして実現化された。

## ゆるキャラグランプリ成績
- 2012年度 - 14位（北海道内1位）[6]
- 2013年度 - 20位（北海道内2位）
- 2014年度 - 不参加[7]

## デザインマンホール
2017年、苫小牧市はとまチョップを描いたマンホールのフタ（ご当地マンホール）を作成。2018年、札幌で開催された道内自治体によるデザインマンホール総選挙に出品して道内5位、2019年の同総選挙で1位を獲得した。なお、2019年9月現在、実際に使用されている実物のフタは1枚のみで、まちなか交流センター・ココトマ前の1カ所だけに設置されている。

## 関連商品
- 2013年10月にローソンの「ローソン×ゆるキャラグランプリ2013 キャンペーン」の景品として制作された「ゆるキャラプレート」の北海道版の絵柄が、とまチョップおよびキュンちゃんであった[9]。
- 2015年6月29日に高丘浄水場の水道水をボトリングした「とまチョップ水」が苫小牧市上水道部から発売された[10]。
- 2023年1月10日にアプリゲーム『ウマ娘 プリティーダービー』に実装されたホッコータルマエの固有スキル演出という形で、とまチョップが友情出演した[11][12]。元となった馬が苫小牧市によって「とまこまい観光大使」に任命されたことに因んでいる。なお、この演出のためだけに、とまチョップの3Dモデルが起こされている。

## 関連運動
- 2510（ニコとま）運動